# Rhosyr
Rhosyr est une localité du pays de Galles située sur l’île d’Anglesey.